# Ameerega erythromos
Ameerega erythromos är en groddjursart som först beskrevs av Gregory Owen Vigle och Tomoyuki Miyata 1980.  Ameerega erythromos ingår i släktet Ameerega och familjen pilgiftsgrodor. IUCN kategoriserar arten globalt som otillräckligt studerad. Inga underarter finns listade i Catalogue of Life.